# Monostor-Brücke
Die Monostor-Brücke (ungarisch Monostori híd, slowakisch Most Monoštor, in der Planungsphase Neue Donaubrücke Komárom) ist eine Straßenbrücke über die Donau zwischen Ungarn und der Slowakei, westlich der Zwillingsstädte Komárom und Komárno. Die am Donaukilometer 1770,6 gelegene Schrägseilbrücke  trägt den Namen der nahen Monostor-Festung im Stadtteil Koppánymonostor am ungarischen Ufer, die zum Festungssystem von Komorn gehört. Die Gesamtlänge der Brücke beträgt 601,6 m mit der längsten Spannweite von 252 m. Der Stahlpylon erreicht eine Höhe von 94,5 m über der Fahrbahn und befindet sich auf der slowakischen Seite.
Gebaut wurde die Brücke etwa 120 Meter westlich der Eisenbahnbrücke auf der Bahnstrecke Nové Zámky–Komárom und ist die erste Donau-Straßenbrücke zwischen Medveďov / Vámosszabadi und der altstadtnahen Elisabethbrücke. Neben der eigentlichen Straßenverbindung verlaufen über die Brücke je ein Geh- und Radweg. Auf der ungarischen Seite führt die 13-as főút zur Brücke. Die Weiterführung auf der slowakischen Seite ist die Cesta I. triedy 64A, die vorerst auf einem Kreisverkehr mit der Cesta I. triedy 63 enden wird, in Zukunft aber als nördliche Umgehungsstraße von Komárno fortgesetzt werden soll. Zudem ist die Brücke uneingeschränkt für Lastkraftwagen passierbar. Schwere Fahrzeuge müssen somit keine größere Umwege mehr fahren, da auf der seit 1892 bestehenden Elisabethbrücke ein Verbot für Fahrzeuge mit einem zulässigen Gesamtgewicht von über 20 Tonnen besteht.
Die Baukosten beliefen sich auf 117 Millionen Euro, wobei 56 Millionen von der Slowakei und 61 Millionen von Ungarn beigesteuert wurden. Zu 85 Prozent wurde die Brücke aus EU-Mitteln (Connecting Europe Facility) finanziert. Der Bau der Brücke wurde durch ein slowakisch-ungarisches Regierungsabkommen aus dem Jahr 2012 gutgeheißen. Der Spatenstich fand in Anwesenheit der Regierungschefs Viktor Orbán und Robert Fico am 18. Oktober 2017 statt. Die beiden Brückensegmente wurden im Dezember 2019 miteinander verbunden. Die Verkehrsfreigabe ist am 17. September 2020 erfolgt.